# أغلوصة نحاسية
أُغْلُوصَة نُحاسيّة، أو (من الإنجليزية: عثة الحبوب المخزنة) نوعٌ من العثة من فصيلة الناريات. توجد في كل أنحاء العالم، على الرغم من أن نطاقها الأصلي من المفترض أن يكون غرب المنطقة القطبية الشمالية القديمة أو المناطق القريبة، كما هو الحال في أنواع الأغلوصة الأخرى.

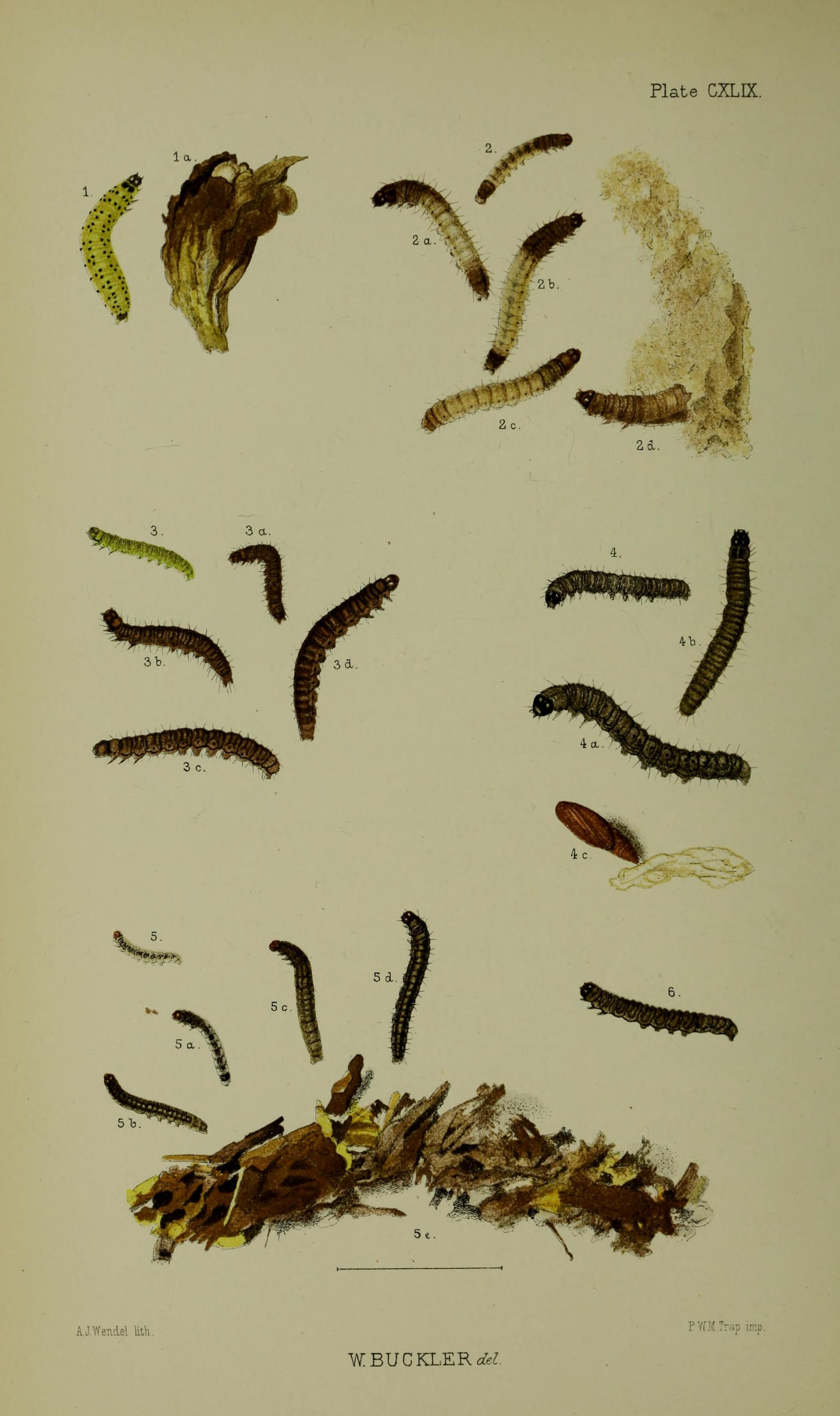

تتغذى اليرقات على نفايات النباتات الجافة والحبوب (مثل الذرة) والتبن والقش والسماد المتحلل، وتاكل في بعض الأحيان جثث الحيوانات، والشحم، وشحم الخنزير، وقشور لحم الخنزير وغيرها من المواد الدهنية. تظهر الفراشة من حزيران إلى ايلول. مسرحها دجوي لذلك فهي تشاهده في النهار جاثمة على الحيطان وعلى مختلف أنواع اثاث المنازل.

## الوصف
الذكر أصغر قدر من الأنثى، طوله نحو 10 م. وبسطته من 18 إلى 20 مم. الانثى تطول نحو 14 مم. وبسطتها من 20 الی 28 م. رأسها وجوشها إلى السمرة النحاسية. روشناها الأماميان إلى السمرة السفعاء تعترضها خطوط متعرجة حمراء اللون، نحاسية المواج تتخللها نقط سود. روشناها الخلفيان إلى الحمرة الحقيقة الزاهية. بطنها إلى الحمرة الصنابية.

## اليرقة
يرقتها مؤذية تقرض الجلود وسائر المواد الجلدية اينما كانت، تبدو سبّورية اللون ثم تنحرف نحو السواد اللامع مع اقترابها من زمن الأكعال حيث تنسج صليجة مردنية الشكل حباكها حرير أبيض.